# Abdullah El-Hag
Abdullah El-Hag, född 16 april 1910 i Kairo, Egypten, död 19 april 1984 i Göteborg, Sverige, var en kraftkarl och yogalärare.
El-Hag kom till Sverige 1933 och uppträdde på tivolin fram till 1980. Några av hans berömda nummer var att spränga kedjor med arm- och magmusklerna och bli överkörd med lastbil. Han låg även på spikmatta med 15 män stående på en träplatta över honom, ett nummer han bland annat visade upp i Janne ”Loffe” Carlssons tv-show Loffe på cirkus (1987). 1933 lät han en två ton tung elefant kliva på hans bröst när han låg på en spikmatta. Han arbetade även som yogalärare i Göteborg.
El-Hag ligger begravd på Västra kyrkogården i Göteborg och hans grav är prydd med en sprängd kedja och en äldre egyptisk flagga.